# ピエロ・スラッファ
ピエロ・スラッファ（Piero Sraffa [ˈzraffa]、1898年8月5日 - 1983年9月3日）は、イタリア出身の経済学者。ケンブリッジ大学などで教授を務めた。カフェテリア・グループの一人。「サーカス」（ケインズサーカス）の一員であった。ピエーロ・ズラッファとも。

## 略歴
- 1898年 イタリアのトリノで生まれる。
- Liceo Massimo d'Azeglioで中等教育をうける。
- 1916年 トリノ大学法学部に進学。第2次世界大戦後、イタリア大統領になるルイージ・エイナウディの指導をうける。
- 1920年 「イタリアにおける貨幣的インフレーション」と題する学位論文を完成する。
- 1921年 イギリスに渡る。
- 1921年 - 1922年 LSEで過ごす（この頃、ケインズにも会う）。
- 1922年 ケインズの編集する『エコノミック・ジャーナル』と『マンチェスター・ガーディアン』にイギリスで最初の論文を載せる。
- 1923年 帰国後、ペルージャ大学の経済学講師となる。
- 1924年 サルデーニャにあるカリャリ大学（イタリア語版）の講師になる。
- ペルージャ大学で教授になる。
- 1925年 ケインズの『貨幣改革論』（1923年）をイタリア語に翻訳。
- 1926年 カリャリ大学の教授となる。
- 1927年 ケンブリッジ大学トリニティ・カレッジのフェローとなる。
- 1928年 講義負担を減らすためにマーシャル図書館のライブラリアンと大学院生の研究指導に変える。
- 1939年 トリニティ・カレッジのフェローにもなる。
- 1951年 - 1973年 『リカード全集』の編集を行う。
- 1960年 62歳の時、『商品による商品の生産』を出版（スラッフィアンと反スラッフィアンに分かれて論争がおこなわれたが、スラッファは論争に加わらないという決意を守った）。
- 1983年 ケンブリッジで死去（85歳）

## 生涯

### イタリアでの勉強時代
- 彼は商法の教授、アンジェロ・スラッファの息子としてイタリアのトリノで生まれた。
- その地方の大学に通い、「第一次世界大戦期とその後のイタリアにおけるインフレ」に関する論文で卒業した。スラッファの個別指導教員は、後のイタリアの重要な経済学者であり、イタリア共和国の大統領にもなったルイージ・エイナウディであった。

### LSE時代
- 1921年から1922年にかけてロンドン・スクール・オブ・エコノミクス (LSE) で研究を続けた。

### イタリアでの教職と研究
- 1922年には、ミラノ大学、ペルージャ大学、カリャリ大学（イタリア語版）の政治経済学の教授を歴任し、そのころイタリア共産党の指導者であるアントニオ・グラムシとも出会った。スラッファは当時急進的なマルクス主義者であり、彼らは信念を共有しあった親密な友人であった。また、彼はラパッロに赴き、イタリア社会党のフィリッポ・トゥラーティと頻繁に接触を保っていた。

- 1925年に、アルフレッド・マーシャルの費用不変の理論における疑わしい要素を強調した「生産費用と生産量との関係について　Sulle relazioni fra costo e quantità prodotta, 1925」を執筆し、ミラノ大学のヴェッキオやウィーン学派のオスカー・モルゲンシュテルンが注目し、論評した。1926年「競争的条件のもとにおける収益法則　The Laws of returns under competitive conditions」を、イギリスの『エコノミック・ジャーナル』誌に発表する。

### ケンブリッジ時代
- 1927年、スラッファはその政治信条と革命家グラムシへの友情を危険視されながらも、ケインズを通じてケンブリッジ大学へ招聘され、講師の職を提供された。彼はラムゼイやヴィトゲンシュタインとともに〈カフェテリア・グループ〉と呼ばれた非公式のクラブをつくり、そこでケインズの確率論やハイエクの景気変動理論について議論をおこなった。

- また、このころからケインズの影響によりリカードの生涯と理論を研究しはじめ、後に《リカード全集　The Works and Correspondence of David Ricard, 11巻 1951-73年》を編集する。その業績はジョージ・スティグラーに「リカードは生前も幸運な男であったが、スラッファに助力された死後130年の今ほど幸運であったことはない」と賞賛された。

- さらに、哲学者ヴィトゲンシュタインの言語分析へのユニークな貢献がある。ヴィトゲンシュタインの言葉によれば「スラッファの論理は鋭く、それに触れると文脈の余分な枝葉は切り払われて裸になってしまう」と。「言語と実在が、実物と画像のように対応している」とするヴィトゲンシュタインのいう〈論理形式〉は、スラッファがヴィトゲンシュタインとの会話の折りにナポリの人にはよく知られている軽蔑をあらわすのに使われる、片方の指先でアゴを外側へこする仕草をしてみせて、「これは何の論理形式なのかね」という疑問をつけ加えたことで、ヴィトゲンシュタイン自身にも疑わしくなってしまった。スラッファの挙げた例は、ある命題とそれが記述している事柄とが同じ〈形式〉を持たねばならないとすることには、ある種の不合理がある、という印象をヴィトゲンシュタインに植え付けた。後にヴィトゲンシュタインの『哲学的探求』に集約される、日常言語学派の分析哲学はそこから出発したという。

- ムッソリーニの牢獄に捕らえられたグラムシとの文通と本の差し入れは、1937年のグラムシの死まで続けられた。かつての友への忠誠は奇妙に長続きし、第二次世界大戦直後、イタリアに共産党の政府ができると早合点して飛行機をチャーターしたことがあると、ガルブレイスの回想中でからかわれてもいる。スラッファの経済分析は政治感覚より冴えを発揮し、広島・長崎への原爆投下直後に日本政府の国債に投資した利益を回収して、日本が長期間貧しい国に留まらないであろうという彼の予想を立証した、というのはよく知られた話である。

- スラッファは知性と内気さだけでなく、研究と書物への献身によっても顕著である。現在トリニティ・カレッジに収められている彼の蔵書は8000冊におよぶ。1972年にはパリ大学ソルボンヌ、1976年にはマドリード大学より名誉博士号が授与されている。

## 業績

### 外部節約
- マーシャルを代表とする新古典学派が想定していた、完全競争が行われている長期の静態的な産業市場では、収益逓減（費用逓増）しなければならないはずだった。ところが現実には企業ごとに収益逓増（費用逓減）している。この謎をどう解くのか。マーシャルの解決は、「外部節約」を導入することで、完全競争の仮定の要請と収益逓増の現実を妥協させることだった。一企業にとっては外部的であっても産業全体にとっては内部的である「外部節約」は、スラッファにとっては、支持しがたい構想だった。

### 収益法則について
- スラッファは、1926年の論文「収益法則について」(On laws of returns, Economic Journal)において、この問題に挑戦した。かれは、企業が生産量を拡大しようとするときの主要な障害は、新古典派の考えるような生産費の増大(限界費用の増大)ではなく、販売量を増大させるためには、より大きな販売費用を負担するか、製品価格を低下させねばならないことにあるとした。このうち、販売価格を低下させるという構想は、ジョーン・ロビンソンにより『不完全競争の理論』へと具体化された。しかし、この本に対しては、ロビンソン自身も後に不満を表明している。この本は、不完全競争の理論を創始したばかりでなく、「企業の理論」を創造するものでもあった。塩沢由典は、「実業家たちが、その生産を逐次増加したいと思うとき、...主要な障害は」「より多量の財貨を売りさばきがたいことにある」ことにあるという指摘を「スラッファの原理」と呼び、これが企業レベルでの有効需要の原理にあたると主張している[3]。

- この不完全競争理論の提唱者であるスラッファの仕事が、新古典学派を論駁し得たかどうかは議論の余地がある。新ケインズ学派はスラッファの供給分析を厳密にすることで、新古典学派の完全競争・産業中心のマクロ的な視点を批判する。産業全体の均衡よりも、個々の企業における費用と生産量の「部分均衡」を優先して分析すべきであると、スラッファも考えた。ただし、彼は「完全競争下における費用不変」のテーゼをたてていることからも、新古典学派の一般均衡体系を否定したわけではなく、供給曲線を構成する手続きを問題にしただけである、という解釈もできる。いずれにせよ、彼の著作とリカード全集の編纂は、1960年代の新リカード学派の成立を可能にしたのである。

### 『商品による商品の生産』
- 主著『商品による商品の生産 The Production of Commodities by Means of Commodities, 1960年』はもともと、リカードなどに発展させられた古典派経済学の価値理論を完全にする試みであった。主流であった新古典学派における一般均衡理論の価値と発展理論の欠点を明らかにし、その代替理論を提出した。アルフレッド・マーシャルなどが課題とした「完全競争という条件の下での収益逓増という現象」を批判したスラッファは、この30年の沈黙を破って発表した論文によって収穫不変を前提にした（ただし，序文冒頭においてスラッファは，収穫不変の仮定は読者にとっての一時仮説としてよいと示唆するものの，実際にはそのような仮説は立てられていないと明言している）。
- この理論の話題は①価格体系において利潤率、実質賃金のトレードオフと利潤率決定の理論的開放性を明らかにするとともに、②技術の選択において利潤率（利子率）の低下と資本集約的技術の行儀のよい選択を当然視する新古典派のマクロ生産関数の根本矛盾を決定付ける〈ケンブリッジ資本論争〉を引き起こす。③マルクス経済理論において、価値と価格の乖離、搾取の存在証明の現代の基本モデルを提供した。
- サミュエルソン、ソローはポストケインジアンのJ.ロビンソン、スラッファの愛弟子パシネッティにマクロ生産関数の理論には一般性がないことを認める結果となる。しかし、この論争は一般均衡理論を反駁できたわけではなく、マクロ経済学でも、行儀の悪い生産関数は無視できると決め付け、新古典派成長理論は生き残り、この論争を不毛な結果にしている。しかし、スラッファの真の意図は一般均衡理論による需給均衡による価格決定を否定し、生産条件による価格決定を打ち出した革新性にある。その理論の含意は50年近く経て未だに山積しているが、一国経済に関してはパシネッティにより、ほぼ完成した理論が提出されており[4]、国際経済についても塩沢由典による新理論がある[5]。

## 主要邦訳
- 『商品による商品の生産』菱山泉・山下博訳、有斐閣、1978年。ながく絶版だったが、現在はオンデマンド出版として復刊されている。

- 『経済学における古典と近代―新古典学派の検討と独占理論の展開』菱山泉・田口芳弘訳、有斐閣、復刊2002年(菱山泉の編集で、スラッファの初期論文2本を収録)

- スラッファ編『デイヴィド・リカードウ全集』第1巻～第10巻、第11巻総索引、雄松堂書店、1970～2000年

## 日本における研究
日本では、菱山泉がはやくからスラッファに注目していた関係で、スラッファに関する研究書は多い。多くは学説史的なものであるが、藤田晋吾や片桐幸雄の労作のように、『商品による商品の生産』に刺激されて独自の展開や読み方を楽しむものまである。
- 井上博夫『スラッファの経済』白桃書房、2010年
- 片桐幸雄『スラッファの謎を楽しむ―『商品による商品の生産』を読むために』社会評論社、2007年
- 小島専孝『ケインズ理論の源泉―スラッファ・ホートリー・アバッティ』有斐閣、1997年
- 塩沢由典『市場の秩序学／反均衡から複雑系へ』筑摩書房、1990年(筑摩学芸文庫版、1998年)
- 白杉剛『スラッファ経済学研究』ミネルヴァ書房、2005年
- 中矢俊博『ケンブリッジ経済学研究―マルサス・ケインズ・スラッファ』1997年
- 菱山泉『ケネーからスラッファへ―忘れえぬ経済学者たち』名古屋大学出版会、1990年
- 菱山泉『スラッファ経済学の現代的評価』京都大学学術出版会、1993年
- 藤田晋吾『スラッファの沈黙―転形問題論争史論 』東海大学出版会、2002年
- 松本有一『スラッファ体系研究序説』ミネルヴァ書房、1989年